# Rajd Finlandii 1997

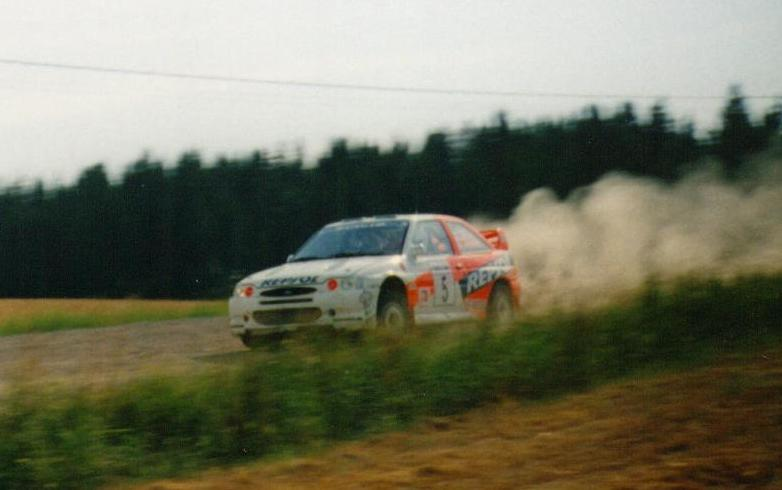
Carlos Sainz podczas rajdu

Rezultaty Rajdu Finlandii (47. Neste Rally Finland 1997), eliminacji Rajdowych Mistrzostw Świata w 1997 roku, który odbył się w dniach 29-31 sierpnia. Była to dziesiąta runda czempionatu w tamtym roku. Bazą rajdu było miasto Jyväskylä.

## Wyniki końcowe rajdu
| Msc.                   | Kierowca               | Pilot                  | Samochód                    | Czas                   | Strata                 | Grupa                  | Punkty                 |                        |
| Klasyfikacja generalna | Klasyfikacja generalna | Klasyfikacja generalna | Klasyfikacja generalna      | Klasyfikacja generalna | Klasyfikacja generalna | Klasyfikacja generalna | Klasyfikacja generalna | Klasyfikacja generalna |
| ---------------------- | ---------------------- | ---------------------- | --------------------------- | ---------------------- | ---------------------- | ---------------------- | ---------------------- | ---------------------- |
| 1.                     | Tommi Mäkinen          | Seppo Harjanne         | Mitsubishi Lancer Evo IV    | 3:16.18                | -                      | A8 M                   | 10                     |                        |
| 2.                     | Juha Kankkunen         | Juha Repo              | Ford Escort WRC             | 3:16.25                | +0:07                  | A8 M                   | 6                      |                        |
| 3.                     | Jarmo Kytölehto        | Arto Kapanen           | Ford Escort WRC             | 3:18.18                | +2:00                  | A8                     | 4                      |                        |
| 4.                     | Sebastian Lindholm     | Timo Hantunen          | Ford Escort WRC             | 3:18.53                | +2:35                  | A8                     | 3                      |                        |
| 5.                     | Tomas Jansson          | Per-Ola Svensson       | Toyota Celica GT-Four       | 3:21.12                | +4:54                  | A8                     | 2                      |                        |
| 6.                     | Pasi Hagström          | Tero Gardemeister      | Toyota Celica GT-Four       | 3:22.48                | +6:30                  | A8                     | 1                      |                        |
| 7.                     | Uwe Nittel             | Tina Thörner           | Mitsubishi Lancer Evo IV    | 3:25.15                | +8:57                  | A8 M                   |                        |                        |
| 8.                     | Didier Auriol          | Denis Giraudet         | Toyota Corolla WRC          | 3:26.57                | +10:39                 | A8                     |                        |                        |
| 9.                     | Jouko Puhakka          | Keijo Eerola           | Mitsubishi Carisma GT Evo 4 | 3:27.59                | +11:41                 | N4                     |                        |                        |
| 10.                    | Harri Rovanperä        | Voitto Silander        | Seat Ibiza GTI 16V          | 3:28.21                | +12:03                 | A7 2L                  |                        |                        |
| PWRC                   |                        |                        |                             |                        |                        |                        |                        |                        |
| 1 (9.)                 | Jouko Puhakka          | Keijo Eerola           | Mitsubishi Carisma GT Evo 4 | 3:27.59                | -                      | N4                     |                        |                        |
| 2 (13.)                | Olli Harkki            | Kari Mustalahti        | Mitsubishi Lancer Evo IV    | 3:32:39                | +4:40                  | N4                     |                        |                        |
| 3 (14.)                | Marko Ipatti           | Kari Kajula            | Mitsubishi Lancer Evo IV    | 3:33:34                | +5:35                  | N4                     |                        |                        |
| 2L WRC                 |                        |                        |                             |                        |                        |                        |                        |                        |
| 1 (10.)                | Harri Rovanperä        | Voitto Silander        | Seat Ibiza GTI 16V          | 3:28.21                | -                      | A7 2L                  |                        |                        |
| 2 (11.)                | Tapio Laukkanen        | Risto Mannisenmäki     | Volkswagen Golf III Kit Car | 3:28:35                | +14                    | A7 2L                  |                        |                        |
| 3 (12.)                | Toni Gardemeister      | Paavo Lukander         | Nissan Sunny GTi            | 3:32:14                | +3:53                  | A7 2L                  |                        |                        |

1. ↑  Litera M przy oznaczeniu grupy do której należy samochód oznacza, iż tylko ci kierowcy zdobywali punkty dla swoich zespołów liczonych w klasyfikacji producentów na koniec sezonu.

## Klasyfikacja po 10 rundach
Tabele przedstawiają tylko pięć pierwszych miejsc.

### Kierowcy
| Lp. | Kierowca         | Pkt |
| --- | ---------------- | --- |
| 1   | Tommi Makinen    | 52  |
| 2   | Carlos Sainz     | 34  |
| 3   | Colin McRae      | 32  |
| 4   | Kenneth Eriksson | 24  |
| 5   | Piero Liatti     | 18  |

### Producenci
| Lp. | Producent           | Pkt |
| --- | ------------------- | --- |
| 1   | 555 Subaru WRT      | 74  |
| 2   | Mitsubishi Ralliart | 66  |
| 3   | Ford Motor Co. Ltd. | 61  |